# Victor Willems
Pour l’article homonyme, voir Willems (homonymie).
Victor Willems est un escrimeur belge né le 19 février 1877 et mort le 30 novembre 1917, ayant pour arme l'épée et le fleuret.

## Biographie
Victor Willems remporte la médaille de bronze dans l'épreuve d'épée par équipe aux Jeux olympiques d'été de 1908 se tenant à Londres. Il participe aussi à l'épreuve individuelle de fleuret sans accéder à la finale. 
Quatre ans plus tard, il fait partie de l'équipe belge sacrée championne olympique d'épée aux Jeux olympiques d'été de 1912 de Stockholm. Il dispute aussi l'épreuve individuelle d'épée, sans parvenir en finale.